# Manistee (Michigan)
Manistee város USA Michigan államában, Manistee megyében, melynek megyeszékhelye is. Lakosainak száma 6259 fő (2020. április 1.).

## Népesség
A település népességének változása:
| Lakosok száma | 3343 | 6586 | 6226 | 6259 |
|               | 1870 | 2000 | 2010 | 2020 |